# Johann Heinrich Merck

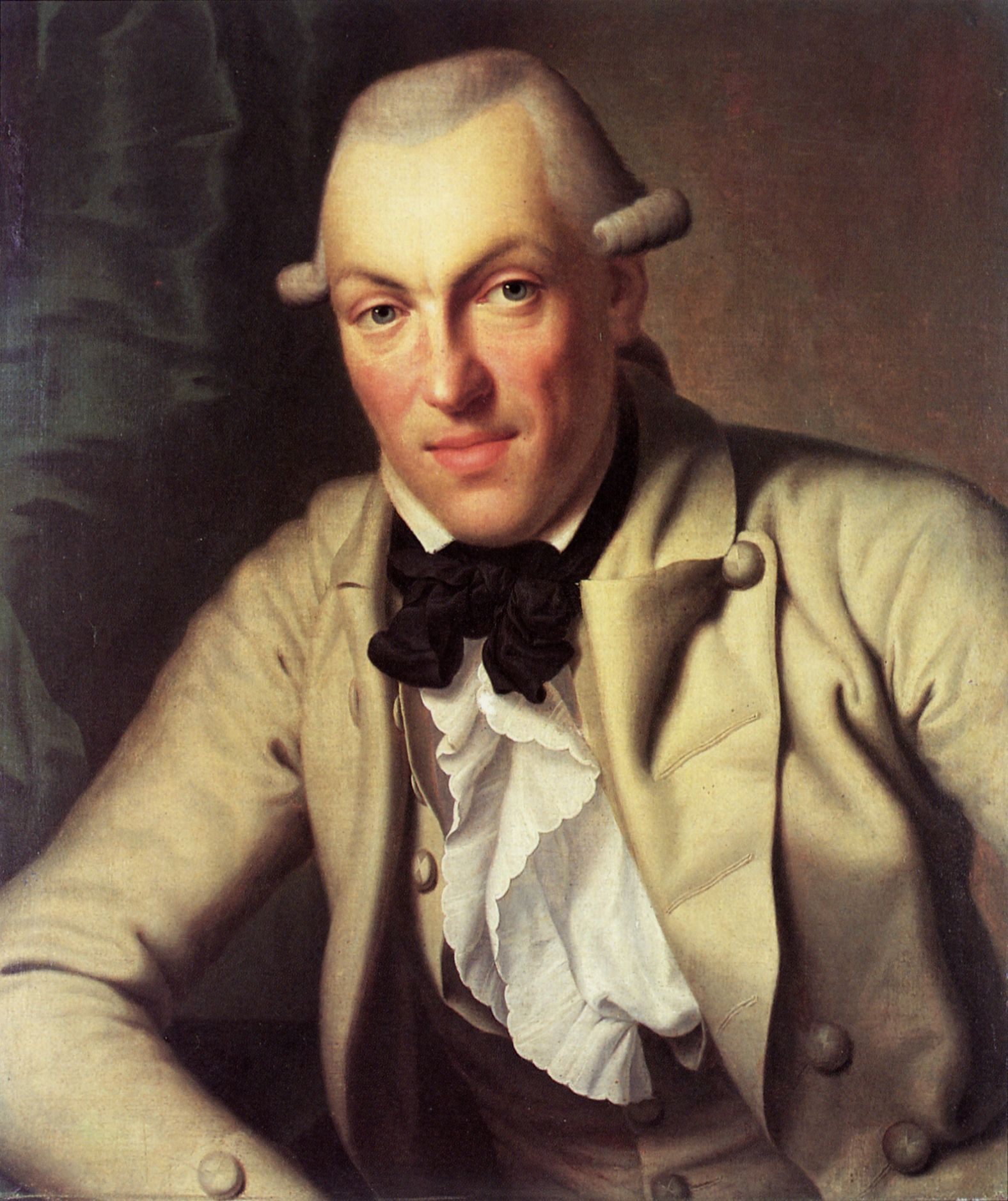
Johann Heinrich Merck, porträtt av Johann Ludwig Strecker.

Johann Heinrich Merck, född den 11 april 1741 i Darmstadt, död där den 27 juni 1791, var en tysk författare, poet och litteraturkritiker.
Merck blev 1767 geheimesekreterare, 1768 krigskassör och 1774 dessutom krigsråd i sin hemstad. I början av 1770-talet knöt han ett fast vänskapsband med Herder och Goethe. I besittning av djupa och vidsträckta kunskaper, klart omdöme, skarp ironi och fin smak, hade Merck oskattbart inflytande på Goethes utveckling, när denne ännu stod mitt uppe i Sturm und Drang-riktningen. Merck upp togs som förtrolig vän i hertig Karl Augusts vittra krets i Weimar. På kritikens fält hölls han för en auktoritet, framför allt i vad som gällde bildande konst. 
Han var själen i Frankfurter gelehrte Anzeigen och skrev recensioner i Wielands Teutscher Merkur samt Nicolais Allgemeine deutsche Bibliothek. Själv diktade Merck fabler, lyriska poem och noveller (Lindor, Eine Landhochzeit, Akademischer Briefwechsel med flera, 1778-82). Han bedrev även med iver och utmärkelse paleontologiska studier. Felslagna industriella företag uppslukade hans förmögenhet. Till hans fruktan för att råka i ekonomisk obalans sällade sig familjesorger, och under ett anfall av hypokondri ändade han sitt liv med ett pistolskott. 
Hans för litteraturhistorien viktiga brevväxling med hans samtids snillrikaste män i Tyskland är utgiven i tre samlingar av Karl Ernst Friedrich Ludwig Wagner, Briefe an und von Johann Heinrich Merck (1835, 1838 och 1847). Mercks Ausgewählte Schriften utgavs (jämte biografi) 1840 av Adolf Stahr och Schriften und Briefwechsel i urval av Kurt Wolff 1909. Georg Zimmermann skrev bibliografin J.H. Merck, Seine umgebung und Zeit (1871). Mercks, Herders och Goethes andelar i Frankfurttidningens bidrag utreds i arbeten av Max Morris (1909) och Hermann Bräuning-Oktavio (1912).